# سرتنگه (دامغان)
سرتنگه روستایی در دهستان تویه دروار بخش امیرآباد شهرستان دامغان استان سمنان ایران است.

## جمعیت
بر پایه سرشماری عمومی نفوس و مسکن در سال ۱۳۹۵ جمعیت این مکان ۷۱ نفر (۲۸خانوار) بوده‌است.